# 129P/Шумейкеров — Леви
Комета Шумейкеров — Леви 3 (129P/Shoemaker-Levy) — короткопериодическая комета типа Энке, которая была обнаружена 7 февраля 1991 года американскими астрономами Кэролин и Юджин Шумейкер, а также Дэвидом Леви с помощью 0,46-м телескопа системы Шмидта Паломарской обсерватории. Она была описана как диффузный объект 16,5 m звёздной величины с намёком на хвост к северо-западу. Комета обладает довольно коротким периодом обращения вокруг Солнца — чуть более 8,8 года.

Орбита кометы Шумейкеров — Леви 3 и её положение в Солнечной системе

Первую эллиптическую орбиту к 11 февраля рассчитал британский астроном Брайан Марсден. После того как в апреле были проведены дополнительные наблюдения оказалось, что комета прошла перигелий 26 декабря 1990 года и имела период обращения 7,25 года. Поскольку к моменту открытия комета уже прошла перигелий и удалялась от Солнца её яркость неуклонно слабела. Последний раз комету наблюдали 5 мая с магнитудой 19,0 m.
Комета случайно была восстановлена 17 октября 1996 года Аленом Мори, М. Лундстремом и Г. Ханом в ходе рядового обзора малых планет, выполнявшегося на 0,9-метровом телескопе Шмидта в Коссоле. Комета была описана как диффузный объект 19,3 m звёздной величины. Текущее положение кометы указывало на необходимость корректировки прогноза всего -0,1 суток. Уточнённые расчёты показали, что комета прибудет в перигелий 4 марта 1998 года. Максимальной магнитуды в 15,0 m комета достигла к концу января 1998 года.
Комета принадлежит к группе, так называемых, квазихильдовых комет и находится в сильнейшем орбитальном резонансе 3:2 с планетой Юпитер, что приводит к частым, а главное чрезвычайно тесным сближениям с этой планетой.

## Сближения с планетами
В течение XX и XXI веков комета трижды подойдёт к Юпитеру на расстояние менее 1 а. е., причём каждое из таких сближений окажет серьёзное влияние на её орбиту.
- 0,24 а. е. от Юпитера 28 февраля 1914 года;
- 0,29 а. е. от Юпитера 23 июня 2009 года;
- 0,36 а. е. от Юпитера 16 июля 2047 года.